# El almanaque de las mujeres
El almanaque de las Mujeres: de sus Signos y sus mareas; de sus Lunas y sus Mutaciones; de sus Estaciones, Eclipses y Equinoccios; y el relato completo de sus Trastornos diurnos y nocturnos. Escrito e ilustrado por una dama a la moda fue una novela escrita por Djuna Barnes en 1928.  
Esta novela en clave cataloga las intrigas amorosas de la red lésbica de Barnes centradas en el salón de Natalie Clifford Barney en París. Escrito como un pastiche guiño de la Restauración, el esbelto volumen estaba ilustrado por grabados en madera inspirados en la época isabelina.  

## Argumento
Fue publicada por primera vez en 1928 en París por la editorial Contact Editions de McAlmon con una tirada de 1.050 ejemplares ilustrados con 22 dibujos a pluma de la mano de Barnes y coloreados los primeros cincuenta por ella misma.
Escrito en inglés arcaico como los antiguos almanaques medievales, el libro relata la vida y milagros de Evangeline Musset a lo largo de los doce meses del año de una forma cáustica, ingeniosa y mordaz. Este personaje es, en realidad, Natalie Barney "que había sido condecorada con una Enorme Cruz Roja por la Dedicación, el Alivio y la distracción que proporcionaba a las Muchachas en sus Partes Posteriores, en las Anteriores y en cualquiera de esas Partes que tan cruelmente las hace sufrir".
"Pionera y una amenaza" en su juventud, Musset se ha convertido en "una ingeniosa y erudita Cincuentona". Sus aventuras son contadas en clave de parodia escrita en lenguaje isabelino que retrata su círculo sáfico y alocado cuyo centro era Barney y su salón de la calle Jacob en París.
Cada uno de los personajes tiene relación con una mujer de ese círculo. Así, además de Barney, aparecen con seudónimo Élisabeth de Gramont, Romaine Brooks, Dolly Wilde, Radclyffe Hall y su compañera Una Troubridge, Janet Flanner y Solita Solano junto a Mina Loy.
El lenguaje oscuro, las bromas internas y la ambigüedad de El almanaque de las mujeres han hecho que sea un libro difícil de entender, como reconocía la misma Barnes en una entrevista que le hicieron en 1981. Los juegos de palabras son una constante en la narración y hay capítulos enteros escritos en prosa poética.

## Interpretación
Esta novela ha sido calificada como un documento lésbico underground de la comunidad de expatriadas de la Orilla Izquierda. Al relatar la historia de Musset, El almanaque subvirtió las mitologías del patriarcado, creó una contracultura para las mujeres e hizo del amor entre ellas un acto radicalmente subversivo. Aportó una nueva historia de la mujer, reescribiéndola en el mito y la cultura patriarcal, explicando las funciones de su cuerpo y el sentido de su sexualidad y analizando las razones de su frecuente infelicidad, de las dificultades de su situación al razonar los sentimientos de amor y de odio del hombre hacia ella.

## Adaptación al cine
En 2017, Daviel Shy dirigió The Ladies Almanack, un largometraje independiente basado en la novela de Djuna Barnes.